# Luka Zahovič
Luka Zahovič (ur. 15 listopada 1995 w Guimarães) – słoweński piłkarz występujący na pozycji napastnika  w Górniku Zabrze.

## Kariera klubowa

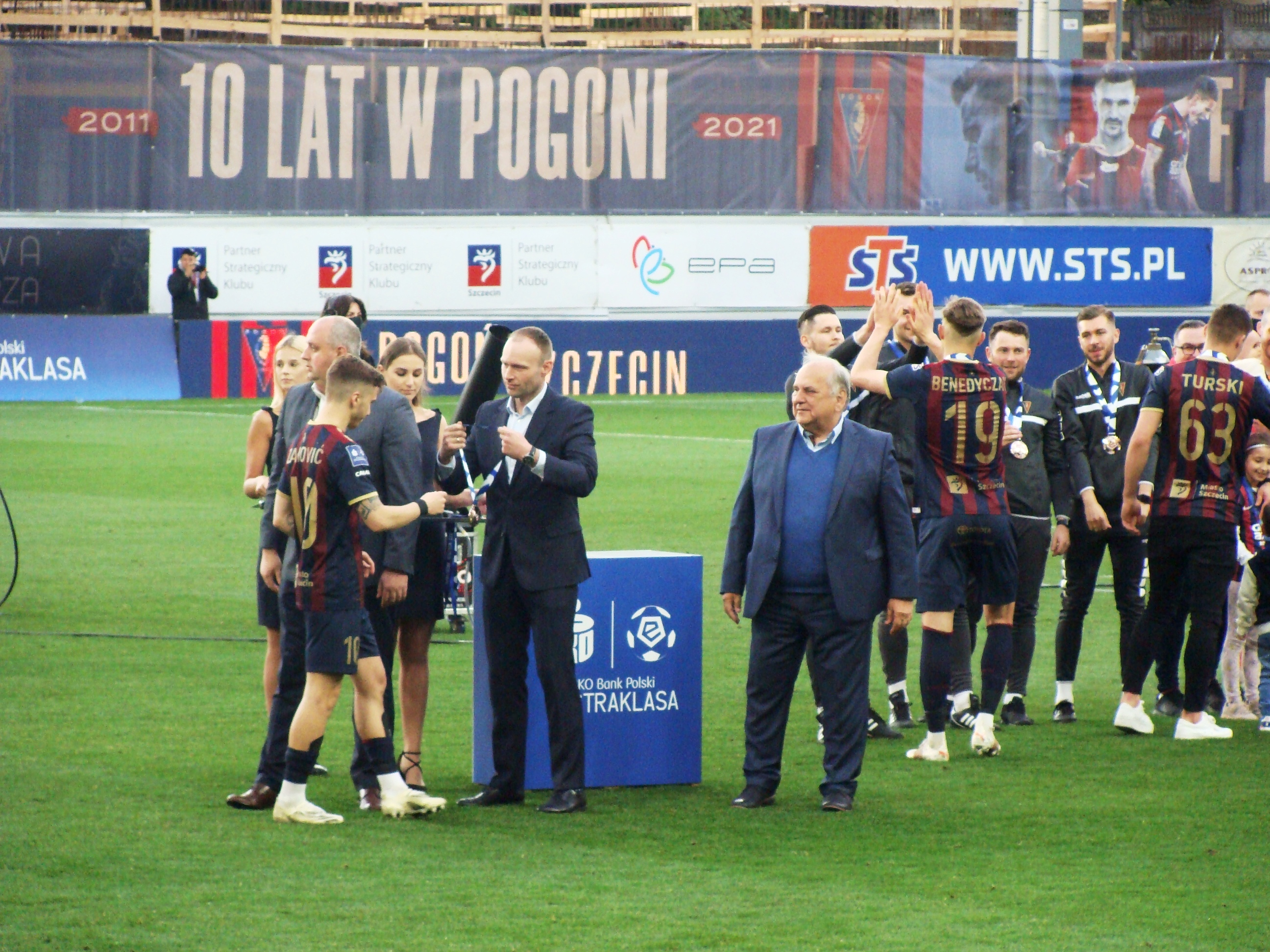
Luka Zahović odbiera medal za zdobycie III miejsca w Ekstraklasie w sezonie 2020/2021

Grę w piłkę nożną rozpoczął w akademiach klubów Valencia CF (2000–2001) oraz SL Benfica (2001–2007), gdzie piłkarzem był jego ojciec Zlatko. Po powrocie jego rodziny do Słowenii, w latach 2007–2009 trenował w NK Pobrežje z Mariboru, skąd przeniósł się do szkółki NK Maribor, gdzie jego ojciec pełnił posadę dyrektora sportowego. W pierwszym zespole NK Maribor zadebiutował 26 maja 2013 w zremisowanym 2:2 meczu ostatniej kolejki z NK Aluminij, zdobywając tym samym mistrzostwo Słowenii za sezon 2012/13. W lipcu 2013 roku został wypożyczony na rok do beniaminka 2. SNL NK Veržej, gdzie zaliczył 3 bramki w 10 występach. Po powrocie do NK Maribor wywalczył z tym klubem mistrzostwo kraju w sezonach 2013/2014 i 2014/2015 oraz Superpuchar Słowenii 2014. 17 września 2014 zadebiutował w Lidze Mistrzów UEFA w meczu ze Sporting CP (1:1), w którym strzelił gola 12 minut po wejściu na boisko
W sierpniu 2015 podpisał trzyletni kontrakt z Sc Heerenveen z możliwością przedłużenia o kolejne dwa lata. W Eredivisie zadebiutował 2 października 2015 w przegranym 0:2 meczu z Heraclesem Almelo. W sierpniu 2016 został wypożyczony do NK Maribor. W pierwszym meczu po powrocie, wygranym 3:0 z NK Celje, strzelił gola 13 sekund po wejściu na boisko w 86. minucie. W maju 2017 podpisał z tym klubem trzyletni kontrakt. W sezonie 2017/18 został królem strzelców 1. SNL z 18 golami. W sezonie 2018/19 zdobył z NK Maribor kolejne mistrzostwo kraju, a także ponownie został królem strzelców ligi słoweńskiej z 18 bramkami. 1 października 2020 podpisał trzyletni kontrakt z Pogonią Szczecin prowadzoną przez Kostę Runjaicia.

## Kariera reprezentacyjna
Grał w młodzieżowych kadrach Słowenii w kategorii od U-16 do U-21. Z reprezentacją U-17 wziął udział w Mistrzostwach Europy 2012, na których rozegrał 3 mecze i zdobył 1 gola. 16 października 2018 zadebiutował w seniorskiej reprezentacji Słowenii w zremisowanym 1:1 meczu Ligi Narodów UEFA z Cyprem.

## Życie prywatne
Urodził się w portugalskim Guimarães, gdyż jego ojciec Zlatko grał wówczas w Vitória SC. Ma dwie młodsze siostry: Sarę i Maję. Posiada obywatelstwo Słowenii i Portugalii. 2 lutego 2019 jego partnerka Maja Žnuderl urodziła ich syna Filipa.

## Sukcesy

### Zespołowe
NK Maribor
- mistrzostwo Słowenii: 2012/13, 2013/2014, 2014/15, 2016/17, 2018/19
- Superpuchar Słowenii: 2014[30]

Pogoń Szczecin
- III miejsce w Ekstraklasie: 2020/2021

### Indywidualne
- król strzelców 1. SNL: 2017/18 (18 goli), 2018/19 (18 goli)